# فرداد فرحزاد
فرداد فرحزاد (زادهٔ ۱۲ فروردین ۱۳۶۵) روزنامه‌نگار، مجری تلویزیونی و کارآفرین ایرانی است. او مجری برنامه ۲۴ با فرداد فرحزاد در شبکه ایران اینترنشنال است. وی پیش از پیوستن به ایران اینترنشنال و طی سال‌های ۲۰۰۸ تا ۲۰۱۸ در بی‌بی‌سی فارسی مجری و روزنامه‌نگار بود. فرحزاد همچنین بنیان‌گذار کانال تلویزیونی ماهواره‌ای یورتایم (YourTime TV) است. کاربران این شبکه می‌توانند ویدئوهای تولیدی خود را در این شبکه به‌صورت ماهواره‌ای و در زمان تعیین شده منتشر کنند.

## زندگی شخصی
فرحزاد متولد ۱۲ فروردین ۱۳۶۵ است. او در ۱۷ سالگی از ایران به امارات متحده عربی مهاجرت کرد. اولین کار روزنامه‌نگاری او، تهیه و نشر یک هفته‌نامه دانش‌آموزی به نام «طرح نو» بود. فرحزاد در دانشگاه علم و صنعت عجمان و دانشگاه دبی تحصیلات خود را گذراند. او از سال ۲۰۰۸ در لندن زندگی می‌کرد و در سال ۲۰۲۱ به آمریکا رفت.

## فعالیت حرفه‌ای
فعالیت‌های رسانه‌ای فرحزاد پس از مهاجرت او به امارات شروع شد. کارهای او با ساخت آگهی‌های تجاری و برنامه‌های مستند برای چند رسانه در دبی و آمریکا شروع شد. او از اعضای مؤسس اولیه تلویزیون ویند بود، شبکه‌ای آموزشی که برنامه‌های علمی و خبر پخش می‌کرد. در همان شبکه او مجری برنامه‌های خبری هم بود. در سال ۱۳۸۳ او مستندی با عنوان «ابودلقکان کمانچه‌کش»، در نقد رسانه‌های فارسی‌زبان ساخت که بسیار بحث‌برانگیز شد.
از سال ۲۰۰۶ میلادی همکاری او با بی‌بی‌سی فارسی شروع کرد. گزارش‌های ویدئویی او از امارات و دیگر کشورهای عربی خلیج فارس، اولین سری از گزارش‌های تصویری بی‌بی‌سی فارسی بود.
فرداد فرحزاد با شروع کار در تلویزیون فارسی بی‌بی‌سی، به لندن مهاجرت کرد. او در ۲۶ مرداد ۱۳۹۷ و پس از حدود ۱۰ سال همکاری با بی‌بی‌سی فارسی با انتشار متنی، از پایان همکاری خود با این شبکه خبر داد و چند ماه بعد به شبکه ایران اینترنشنال پیوست. او در این شبکه برنامه جدیدی با نام تیتراول با فرداد فرحزاد را تولید و اجرا کرد. این برنامه خیلی زود تبدیل به پربیننده‌ترین برنامه خبری فارسی‌زبان شد.
در مرداد سال ۱۴۰۰، بعد از بیش از یک‌سال او از این برنامه خداحافظی کرد و راهی دفتر واشینگتن ایران اینترشنال شد. در واشینگتن او برنامه ۲۴ با فرداد فرحزاد را راه‌اندازی کرد که از دوشنبه تا جمعه ساعت ۲۲ به وقت ایران پخش می‌شود.